# Disonycha conjugata
Disonycha conjugata är en skalbaggsart som först beskrevs av Fabricius 1801.  Disonycha conjugata ingår i släktet Disonycha och familjen bladbaggar. Inga underarter finns listade i Catalogue of Life.